# Damien Thiéry
Damien M.L.L. Thiéry, né le 21 mai 1963 à Bruxelles est un homme politique belge francophone, ancien membre des FDF, passé au MR en décembre 2013.

## Biographie
Il est le fils de Roger Thiéry, qui fut bourgmestre FDF de Linkebeek de 1976 à 1989. Il est directeur dans un laboratoire pharmaceutique et père de trois garçons.

## Carrière politique
- Conseiller provincial du Brabant flamand
- 2000-2006 : Échevin à Linkebeek
- 2007-2015 : Bourgmestre non nommé de Linkebeek
- 2010-2019 : député fédéral belge

## Interventions politiques
Damien Thiéry est intervenu en commission de la Défense nationale et a défendu le point de vue du colonel Luc Gennart sur la flamandisation de l'armée belge. Il dénonce la « tendance régionaliste » au niveau de la hiérarchie militaire (78 % des officiers généraux sont flamands) ainsi qu'au niveau du plan de restructuration de la défense nationale belge (regroupement d'unités avec transfert du matériel sophistiqué vers la Flandre, tels les blindés, l'artillerie ou les avions de combat)